# عزیز وکیل منفرد
پهلوان عزیز وکیل منفرد متولد بندر انزلی در استان گیلان ایران است. او در تاریخ ۲۰ بهمن ماه ۱۲۹۸ چشم بر جهان گشود.

## زندگی‌نامه
پهلوان نامی ورزش ایران عزیز وکیل منفرد پدر ورزش گیلان و بندر انزلی محسوب می‌شود. خدمات ارزنده وی به ورزش ایران باعث شده تا از وی به عنوان پدر ورزش ایران نیز نام برده شودو یکی از ده چهره برتر تاریخ ورزش ایران محسوب شود. او مؤسس اولین باشگاه ورزشی در گیلان و سومین باشگاه ورزشی در ایران است.
وی رکورددار  و صاحب عناوین متعدد آسیایی و جهانی بود، رکورد پنج هزار متر را با زمان ۴۷/۱۶ دقیقه سال‌ها پابرجا بود؛ که بعدها توسط علی باغبانباشی شکسته شد.
وی بنیانگذار باشگاه گیو بندر انزلی نیز می‌باشد؛ که در رشته‌هایی نظیر فوتبال فعالیت داشت.

## تأسیس باشگاه گیو بندر انزلی
پهلوان عزیز وکیل منفرد در زمین اهدایی اعلیحضرت همایونی  باشگاه ورزشی گیو بندر انزلی (بندر پهلوی سابق)را احداث 
تا جوانان گیلان و بندر انزلی بدون پرداخت ریالی حق عضویت بتوانند از آن استفاده کنند.

جلسه هیئت باشگاه گیو بندر انزلی. ۱۱ بهمن ۱۳۴۸

### رشته‌های ورزشی
باشگاه ورزشی گیو بندر انزلی سومین باشگاه ورزشی ایران در رشته‌هایی نظیر:
- دو میدانی
- بسکتبال
- والیبال
- فوتبال
- دوچرخه سواری

و در گذشته راگبی
و …
برای بانوان و آقایان نزدیک به هفتاد سال است که تکاپو دارد.
باشگاه بوکس گیو بندر انزلی در دههٔ ۵۰ قطب اول بوکس ایران بود و قهرمانانی مانند:
- نصرت وکیل منفرد
- سهراب وکیل منفرد
- حسین اغماض
- کریم کامیاب
- جبار فعلی
- مرحوم ایرج سلامی کهن
- مظفر مسافری

و بسیاری دیگراز طریق باشگاه گیو به بوکس ایران و آسیا شناسانده و تعدادی از این عزیزان به عنوان نمایندهٔ ایران در المپیک حضور یافتند.

## عناوین و افتخارات
- قهرمانی کشور در دو یکهزار و پانصد متر
- قهرمانی کشور در دو سه هزار متر
- قهرمانی کشور در دو ده هزار متر
- تأسیس باشگاه گیو بندر انزلی
- تأسیس اولین نشریه ورزشی ایران

## نشریه گیو انزلی
از دیگر فعالیت‌های عزیز وکیل منفرد می‌توان به تأسیس نشریه گیو انزلی اشاره کرد که در دفتر باشگاه گیو بندر انزلی به چاپ می‌رسید.

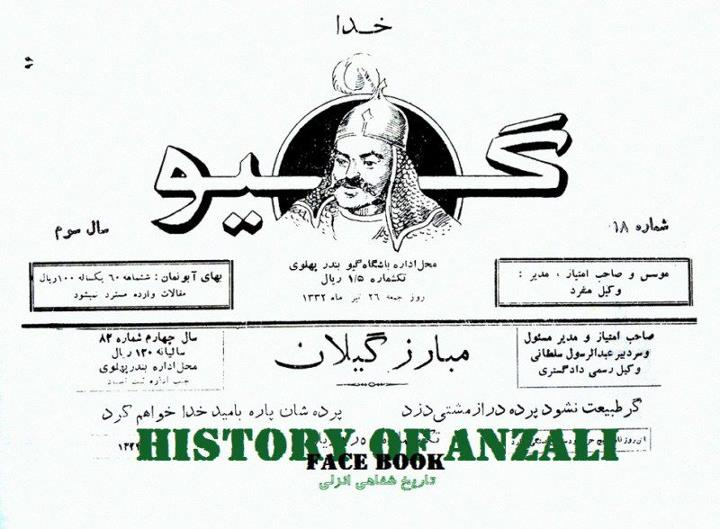
جراید مبارز گیلان و گیو انزلی

 این نشریه که به صورت گاهنامه به چاپ می‌رسید اولین نشریه ورزشی ایران محسوب می‌شود.

## سه نسل از یک خانواده ورزشکار انزلی در تیم ملی ایران
- عزیز وکیل منفرد (قهرمان دو ماراتن ایران)
- سهراب وکیل منفرد (قهرمان بوکس ایران)
- رودابه وکیل منفرد (عضو تیم ملی بانوان تنیس ایران)

## وفات
وی در ۵ تیرداد ماه ۱۳۷۹ خورشیدی در زادگاهش برای همیشه چشم از جهان بست.

### خصوصیات اخلاقی
عزیز وکیل منفرد بیشتر از آن که قهرمان باشد نزد مردم پهلوان بود. او بر این باور بود که ورزش، جوانان را از هر گونه آلودگی پاکیزه می‌دارد، از این روی بدون هیچ بهره‌ای وی کوشش می‌کرد تا جوانان به ورزش گرایش پیدا کنند.
او کسی بود که از نان شب خود می‌گذشت تا برای جوانان ابزارهای ورزشی فراهم کند، مردی میهن‌پرست، بزرگوار، درستکار و گوهری برای جوانان زادگاهش بود.
وی قهرمانان فراوانی از زادگاهش به ایران و حتی آسیا شناسانده، همچنین در برپایی تیم فوتبال ملوان چهره ماندگاری از خود به جای گذاشته‌است.

## عزیز وکیل منفرد از زبان سهراب فرزندش
سهراب وکیل منفرد قهرمان بوکس ایران و یکی از فرزندان عزیز وکیل منفرد در ارتباط با خصوصیات پدر اینچنین می‌گوید :
- بچه که بودم از این که پدرم اینقدر نگران جوانان شهر بود دلگیر بودم، می‌خواستم پدرم تمام و کمال برای ما باشد ولی اکنون افتخار می‌کنم به هرآنچه در کودکی دلم را کودکانه می‌شکست. همه جوانان شهر پدرم را دوست داشتند زیرا می‌دانستند او همچون یک پدر دلسوز است، روزی که پدر دارفانی را وداع گفت می‌توانم به جرئت بگویم شهر انزلی عزادار رفتنش بود.
- سهراب وکیل منفرد می‌گوید: یادم می‌آید ۹ ساله بودم، یک روز صبح متوجه درگیری لفظی پدر و مادرم شدم. مادرم از پدر می‌خواست با پولی که در خانه داریم برای صبحانه پنیر بخرد و پدر می‌گفت باید برای بچه‌های باشگاه توپ بخرم، یک روز بچه‌هایمان پنیر نداشته باشند اتفاق خاصی نمی‌افتد ولی یک روز بچه‌های باشگاه بی توپ بمانند امکان دارد از ورزش دلزده شده، آواره کوچه‌ها شده و شاید راه بیراهه را در پیش بگیرند. آن روز از پدر رنجیدم که دیگران را به ما ترجیح داد با این که بی صبحانه هم نماندیم ولی اکنون با یادآوری خاطره آن روز احساس می‌کنم پدرم مردی مهربان بود، مرد عاشقی که تمام کودکان و جوانان شهر را همچون فرزندان خود پدرانه دوست داشت و دلواپس فرداهایشان بود.
- پدرم «عزیز وکیل منفرد» است. بندر انزلی بر روی زمین اهدایی اعلیحضرت همایونی ، اولین باشگاهی که به‌طور مجانی ورزشکار می‌پذیرفت را تأسیس کرد.»
- سهراب وکیل منفرد می‌گوید: «پدر معتقد بود اگر تمایل داریم جوانان شهر به راه خلاف کشیده نشوند این بزرگترهایشان هستند که باید به فکر آن‌ها باشند. او هر کجای شهر جوانی را می‌دید که گرفتار دام اعتیاد شده دستانش را می‌گرفت و با مهربانی او را به باشگاه می‌آورد، تمام سعی خود را می‌کرد که اعتیادش را ترک کند و او را به ورزش تشویق می‌کرد و دیگر از کنار زندگی او نمی‌گذشت. او به طرز عجیبی عاشق ورزش و زندگی سالم بود.»
- سهراب وکیل منفرد که یک بار قهرمان آسیا ویک بار هم در مسابقات درون مرزی قهرمان بوکس شده، ادامه داد: پدرم در باشگاه را برای همه باز می‌گذاشت و می‌گفت، تا این باشگاه هست جوانان نمی‌توانند بگویند توان مالی ورزش کردن حرفه‌ای در یک باشگاه را نداشتیم. این باشگاه مجانی است و هر کس بخواهد زندگی سالمی داشته باشد در این باشگاه به رویش باز است.
- پدرم می‌گفت همیشه درآغاز هر کاری با نام خدا و نام امام علی (ع) شروع به کار کنید و بدانید خدا همیشه حافظ شما خواهد بود، او همیشه آزما می‌خواست سروقت نماز بخوانیم و دستورهای اسلامی الگوی زندگی مان باشد. سهراب وکیل منفرد با بیان این جمله از شیرین‌ترین خاطره‌ای که از پدر دارد این گونه می‌گوید: از آن خاطره به عنوان شیرین‌ترین خاطره‌ها با پدر یاد می‌کنم چون هم درس مردانگی و جوانمردی را درلحظه از او یادگرفتم و هم درس وطن دوستی و هموطن دوستی. آن روزها روس‌ها به کشور حمله کرده بودند. ۴ سرباز روس با حمله به خانه یکی از اهالی محل قصد دزدیدن دختر او را داشتند که هم محلی‌ها پدر را درجریان ماجرا قراردادند و او با درگیری با سربازان روس موفق شد دختر را از چنگال نامردان رهایی بخشد. آن شب، وقتی مادر زخم‌های تن پدر را دوا و درمان می‌کرد متوجه شدم که یک ورزشکار باید روحی بزرگ داشته باشد و در همه لحظات زندگی اش جوانمرد بماند. پدرم با روش خاص خود فرزندانش را طوری تربیت کرد که همه اهل ورزش بودند و خانواده دوست و هیچ وقت به راه خلاف کشیده نشدند.
- سهراب وکیل منفرد می‌گوید: بزرگی روح پدر را این روزها که نیست بیشتر درک می‌کنیم. این روزها که همدلی کمرنگ تر از گذشته شده‌است، با جلب رضایت ما زمین باشگاه را بجز خانه‌ها وقف کرد به شرط این که همیشه باشگاه بماند، باشگاهی که ورود به آن مجانی باشد و ما این روزها با مدیریت باشگاه تمام سعی خود را می‌کنیم که راه پدر ادامه پیدا کند.(البته بعدا پشیمان شده با تغییر کاربری باشگاه یک عمارت ۹ طبقه در حال ساخت هستیم) پدرم، پدر ۱۶ فرزند خود بود، پدرم پدر تمام جوانانی بود که بی‌پناه و درمانده دریک قدمی پرتگاه خلاف و اعتیاد و… بودند، او همه آن‌ها را به باشگاه می‌آورد و ضمن آموختن درس انسانیت به آن‌ها دستشان را می‌گرفت و با مهر پدرانه کمکشان می‌کرد که اگر به بیراهه رفته‌اند به راه درست بازگردند و اگر در ابتدای کج روی به سوی جاده‌های سیاه زندگی هستند از تصمیم خود منصرف شوند. روح پدرم روحی بزرگ بود. او انسان‌ها را دوست داشت، تا او بود حس امنیت با من بود، او که رفت تازه فهمیدم پدرم تکیه گاهی نامرئی بود، تکیه گاهی که آنقدر همیشه کنارم بود بودنش را بعضی مواقع فراموش می‌کردم ولی وقتی رفت تازه فهمیدم چقدر تنها شدم. این حس تنهایی حس وجودی من نیست تمام بچه‌های باشگاه با رفتن پدر این حس را لمس کردند ولی او با درس‌های بزرگی که به ما داد، با کارهای بزرگی که کرد و با مهر و محبت‌هایش همیشه برایمان زنده خواهد ماند. پدرم همیشه کنارم بود، یادم می‌آید هنگام شرکت در مسابقات آسیایی متوجه نگاه پدرم شدم با چشمانی نگران به هر سوی میدان بوکس که حرکت می‌کردم او را همان‌جا می‌دیدم، نگران بود که ضربه نبینم، نگران بود که ناامید نشوم، نبازم، نگران بود مشت‌های حریف جسم فرزندش را دردمند نکند، به هر سوی که می‌رفتم نگاهش دنبالم بود، آنقدر از این سو به آن سو آمد که دیگر تاب دیدن نگاه پدرانه نگرانش را نداشتم، بازی را متوقف کردم و به داور گفتم نگرانی پدرم دلواپسم می‌کند او را از زمین مبارزه بیرون ببرید، داور با این که توبیخم کرد که چرا بازی را متوقف کرده‌ام معنای حرفم را درک کرد و دستور خارج کردن پدرم از زمین را داد. نگران بودم این همه نگرانی بیمارش نکند و او وقت رفتن تنها با صدایی محکم گفت: «تو برنده ای» و من برنده شدم. پدرم بهترین پدر دنیا بود وجود او لبریز از عشق و محبت بی چشمداشت بود.